# 吴能远
吴能远（1945年—），汉族，中华人民共和国政治人物、第十一届全国政协委员。
加入中国共产党，担任福建省社科院台湾问题研究所所长。2008年，当选第十一届全国政协委员，代表社会科学界，分入第三十三组。